# Doon Mackichan
Sarah-Doon Mackichan, född 7 augusti 1962 i City of Westminster, London är en brittisk komiker och skådespelerska.

## Rollista i urval
- 1992–1993 – The Comic Strip (TV-serie)
- 1994 – Knowing Me, Knowing You... with Alan Partridge (TV-serie)
- 1997 – I'm Alan Partridge (TV-serie)
- 1997 – Lånarna
- 1998 – Vår gemensamme vän (TV-serie)
- 1999–2003 – Garva här! (TV-serie)
- 2010 – The Sarah Jane Adventures (TV-serie)
- 2016 – Mid Morning Matters with Alan Partridge (TV-serie)
- 2019 – Pure (TV-serie)
- 2019–  – Good Omens (TV-serie)
- 2023–  – Funny Woman (TV-serie)
- 2023 – Mord i paradiset (TV-serie)